# داريل ديكي (لاعب كرة قدم أمريكية)
داريل ديكي (بالإنجليزية: Darrell Dickey)‏ هو لاعب كرة قدم أمريكية أمريكي، ولد في 6 ديسمبر 1959 في غالفستون في الولايات المتحدة.